# Linnaemya nigribarba
Linnaemya nigribarba là một loài ruồi trong họ Tachinidae.